# Càlig (kommun)
Càlig är en kommun i Spanien.   Den ligger i provinsen Província de Castelló och regionen Valencia, i den östra delen av landet, 300 km öster om huvudstaden Madrid. Antalet invånare är 2 231. Arean är 27,5 kvadratkilometer. Càlig gränsar till Benicarló, Cervera del Maestre, Peníscola/Peñíscola, Sant Jordi och Vinaròs. 
Terrängen i Càlig är platt.